# السمي (رواية)
السَّمي (بالإنجليزية: The Namesake)‏؛ الرواية الأولى للكاتبة والروائية الأمريكية ذات الأصول الهندية جومبا لاهيري. صدرت في العام 2003 في 291 صفحة. وبعد ثلاثة أعوام صدر عنها فيلم مقتبس حمل نفس الاسم من إخراج المخرجة الهندية ميرا ناير.

## روابط خارجية
- السمي على موقع الموسوعة البريطانية (الإنجليزية)